# 豊田町 (静岡県)
豊田町（とよだちょう）は、かつて静岡県の遠州中部に存在した町。磐田郡に属した。
2005年4月に磐田市、竜洋町、福田町、豊岡村と合併して磐田市となった。

## 地理
静岡県の遠州中部に位置する。

### 隣接している自治体
- 磐田市、浜松市
- 磐田郡：竜洋町

## 沿革
- 1889年4月1日 - 町村制施行に伴い豊田郡富岡村，井通村，池田村が成立。
- 1896年4月1日 - 磐田郡，山名郡，豊田郡（大部分）の区域をもって、改めて磐田郡を設置。
- 1955年3月31日 - 富岡村と井通村が合併して豊田村となる。
- 1955年4月15日 - 竜洋町の一部，池田村を編入。
- 1957年10月27日 - 町内に昭和天皇、香淳皇后が行幸啓。丸磐温室園芸組合の温室メロン栽培の現場を視察[1]。
- 1973年1月1日 - 豊田村が町制施行して豊田町となる。
- 2005年4月1日 - 磐田市，竜洋町，福田町，豊岡村と合併して磐田市となる。

## 教育

### 幼稚園
- 豊田町立青城小学校付属幼稚園
- 豊田町立豊田東小学校付属幼稚園
- 豊田町立豊田南小学校付属幼稚園
- 豊田町立北部小学校付属幼稚園

### 保育園
- ちびっこランドとよだ園
- 豊田町立豊田北保育所
- 豊田町立豊田西保育所
- 豊田町立豊田東保育所
- 豊田町立豊田南第三保育所
- 豊田町立豊田南第二保育所
- 豊田町立豊田南保育所
- はなえ保育園
- ひまわり保育園
- モモちゃん保育園

### 小学校
- 豊田町立青城小学校
- 豊田町立豊田東小学校
- 豊田町立豊田南小学校
- 豊田町立北部小学校

### 中学校
- 豊田町立豊田中学校
- 豊田町立豊田南中学校

## 交通

### 鉄道
- 東海旅客鉄道（JR東海）
  - 東海道本線：豊田町駅

### 路線バス
- 遠州鉄道（遠鉄バス）
- ユーバス（自主バス・豊田町営バス）
- 磐南バス（自主バス・磐田市営バス）

### 道路
- 一般国道
  - 国道1号・磐田バイパス

- 主要地方道
  - 静岡県道44号磐田天竜線

- 一般県道
  - 静岡県道259号磐田竜洋線
  - 静岡県道261号磐田細江線
  - 静岡県道262号豊田竜洋線
  - 静岡県道343号上野部豊田竜洋線

## 出身有名人
- 金原明善 - 天竜川の治水に努めた人物
- 野久保直樹（俳優・羞恥心）